# Boulevard Charles-Arnould
Le boulevard Charles-Arnould  est une voie de la commune de Reims, située au sein du département de la Marne, en région Grand Est.

## Situation et accès
Le Boulevard du docteur Charles-Arnould appartient administrativement au Quartier Clairmarais - Charles Arnould.
La voie est à double sens avec une voie cycliste.

## Origine du nom
Elle porte le nom du négociant en vins de Champagne, conseiller municipal de 1888 à 1892, conseiller général du 4e canton de 1894 à 1900, et maire de Reims de 1900 à 1904 Charles Arnould (1847-1904).

## Bâtiments remarquables et lieux de mémoire
- no  115 : la maison des Compagnons du devoir de l'architecte Jean de la Morinerie. Elle est reprise comme éléments de patrimoine d’intérêt local[1] ;
- Square Charles-Arnould ;
- La patinoire ;
- Le bâtiment de Reims métropole.

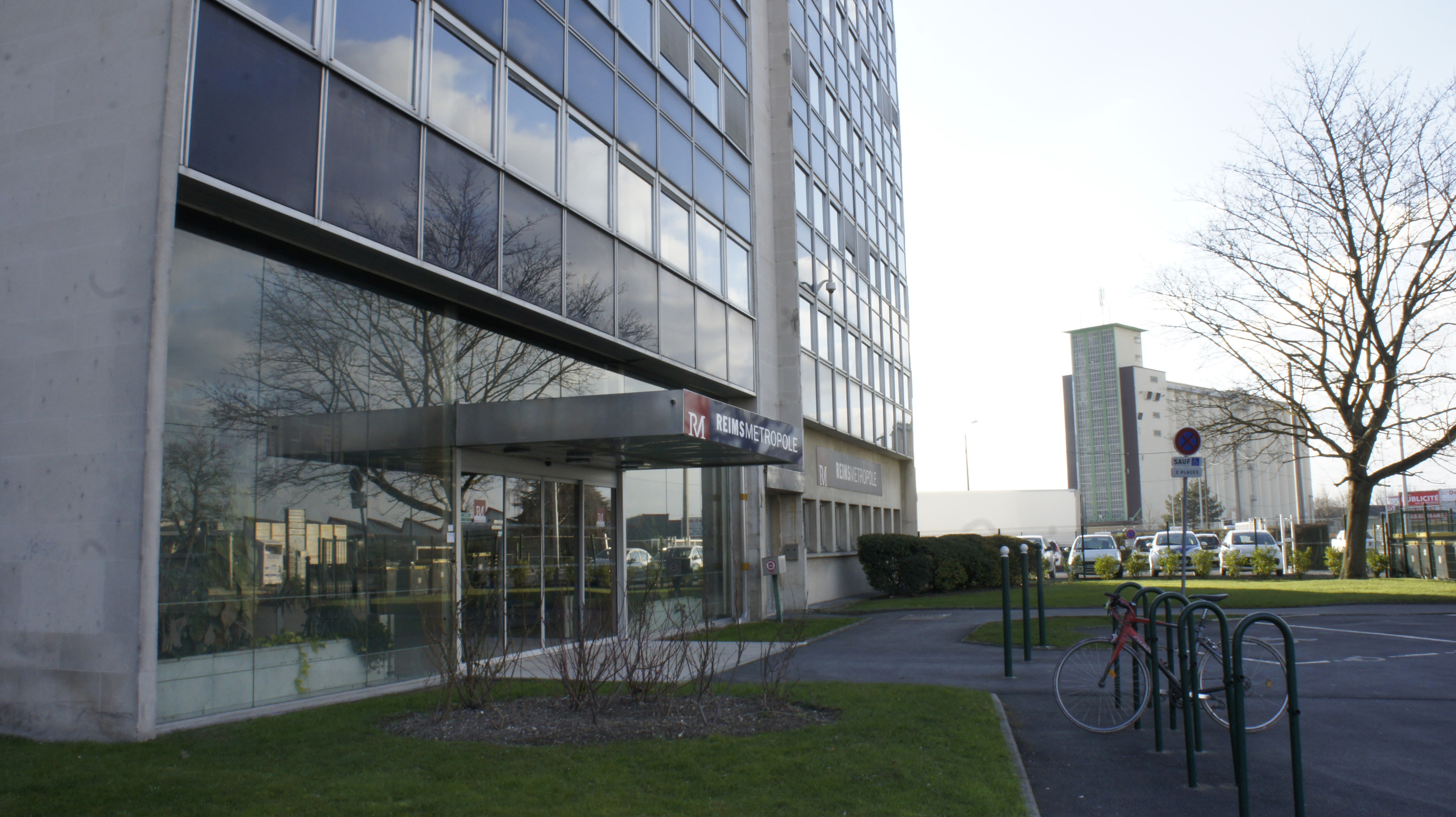
Reims Metropole,
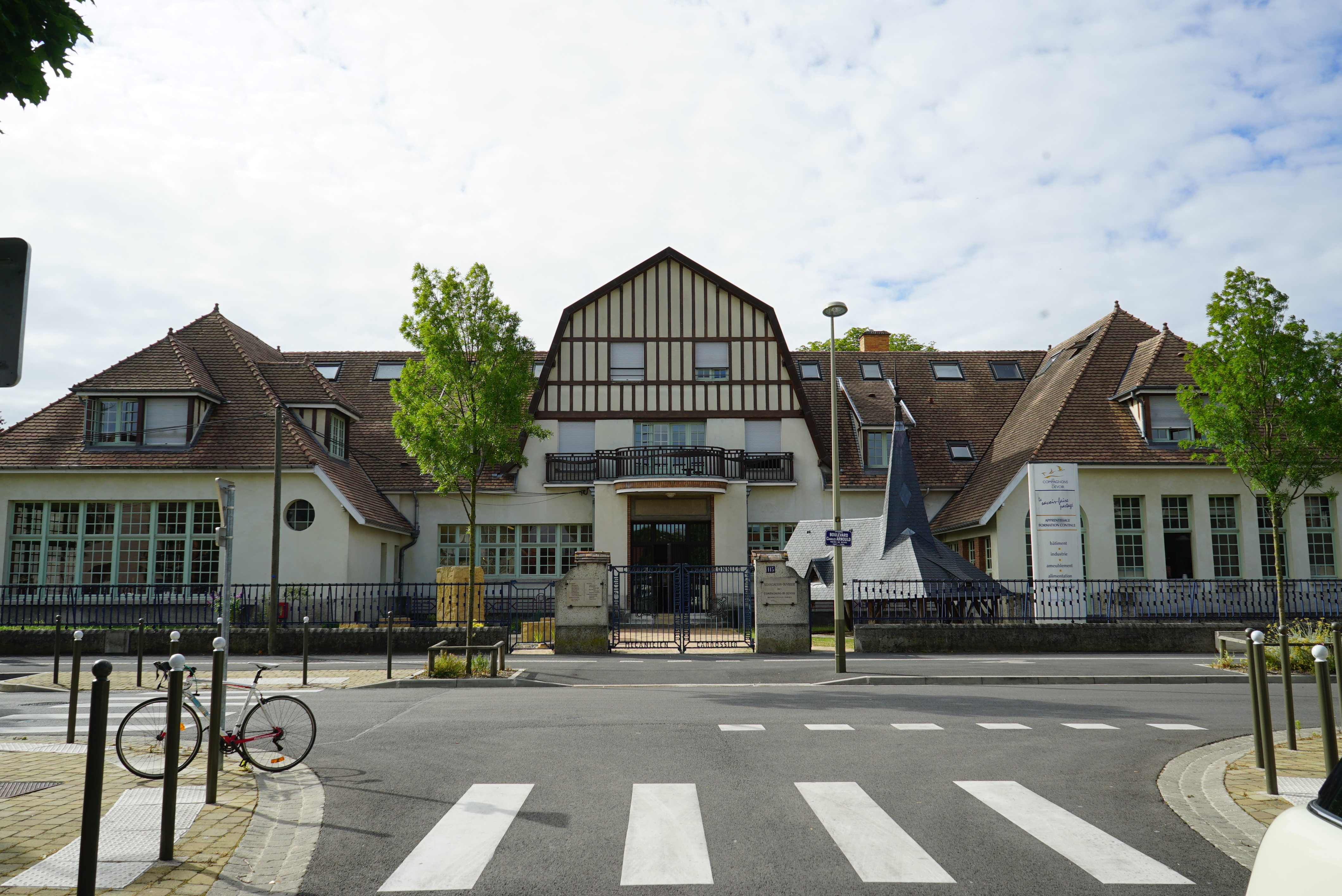
Compagnon du Devoir.